# (10567) Francobressan
(10567) Francobressan est un astéroïde de la ceinture principale.

## Description
(10567) Francobressan est un astéroïde de la ceinture principale. Il fut découvert le 7 février 1994 à Farra d'Isonzo par l'Observatoire astronomique de Farra d'Isonzo. Il présente une orbite caractérisée par un demi-grand axe de 2,59 UA, une excentricité de 0,19 et une inclinaison de 3,8° par rapport à l'écliptique.

## Compléments